# Тенеккасы
Тенеккасы́ (чув. Тенеккасси):247 — упразднённая деревня, ранее входила в состав Чебоксарского, Мариинско-Посадского районов и города Чебоксары Чувашской АССР. С 1977 года в составе Новочебоксарска:248. 

## История
Краевед И.С. Дубанов, ссылаясь на работу Павлова Л.П. и Станьяла В.П. «Сторона моя чебоксарская», отмечает: 

Человек по имени Тенек стал родоначальником лесной деревни, построив в 1795 г. себе отдельный дом. В 1912 г. в деревне было 40 дворов. Теперь деревни нет. На ее месте открыто новое кладбище. — Географические названия Чувашской Республики
. 11 августа 1965 года Президиум Верховного Совета ЧАССР принял постановление «Об образовании в Чувашской АССР города Новочебоксарска», которым упразднил Банновский сельсовет города Чебоксары, передав населённые пункты Банново, Иваново, Ольдеево, Тенеккасы, Чёдино и Яндашево в административное подчинение Новочебоксарского горсовета.

Деревня исключена из списка населённых пунктов Чувашской АССР 30 декабря 1976 года, жители переселены в Новочебоксарск:248. 
Административно-территориальная принадлежность
В составе: Алымкасинской (до 4 марта 1918 года), Яндашевской волостей Чебоксарского уезда (до 1 июня 1919 года). С 1 июня 1919 года — снова в Алымкасинской волости Чебоксарского уезда, с 1 октября 1927 года деревня вошла в состав Чебоксарского района, с 17 ноября 1928 года — в Мариинско-Посадском районе, с 16 марта 1961 года в подчинении Чебоксарскому горсовету, 27 сентября 1965 года передана в подчинение Новочебоксарскому горсовету, затем, с 11 декабря 1965 года, — Новочебоксарскому райсовету:247—248.

Сельские советы: Ольдеевский (до 28 февраля 1952 года), Яндашевский (до 14 июня 1954 года), Банновский (до его упразднения в 1965 году):248.
Религия
По состоянию на конец XIX — начало XX века жители деревни Чодина-Тенекасы относились к приходу Никольской церкви села Яндашево (Никольское) Казанской епархии.
Прежние названия
Тене-касы (1897), Чодина-Тенекасы (1904).

## Население
| Год     | 1897 | 1907 |
| ------- | ---- | ---- |
| Жителей | 152  | 175  |

Занятия жителей
Жители деревни Порфирий и Трофим Гурьяновы со своими изделиями — тарантасными плетёными корзинами — участвовали во Всероссийской кустарно-промышленной выставке (1902, Санкт-Петербург). Гурьянов Трофим был отмечен на этой выставке похвальным листом, пополнив счёт наградам, полученным ранее на научно-промышленной выставке в Казани (1890) и  Всероссийской выставке в Нижнем Новгороде (1896).

В первой трети XX века жители занимались изготовлением корзин (в 1925 году в производстве было занято 7 дворов, в них 7 человек), портняжным производством (в 1925 году — 1 двор, 1 человек).

## Памятники и памятные места
- Обелиск «Вечная память воинам, павшим в Великой Отечественной войне 1941—1945 гг.» д. Яндашево, д. Тенекасы (Шоршельский проезд)[13].

## Память о деревне
- Улица Тенекасинская в черте Новочебоксарска[14].
- «Фонтан памяти» в честь 13 деревень, вошедших в состав Новочебоксарска, расположен у входа в храм равноапостольного князя Владимира на Соборной площади Новочебоксарска. На гранях фонтана — названия 13 деревень, на месте которых основан современный Новочебоксарск: Анаткасы, Арманкасы, Банново, Ельниково-Изеево, Ельниково-Тохтарово, Иваново, Ольдеево, Пустынкасы, Тенеккасы, Тоскинеево, Цыганкасы, Чёдино, Яндашево. Памятник воздвигнут по инициативе президента Чувашии Николая Фёдорова, уроженца деревни Чёдино. Автор проекта — архитектор Н. Рожкова. Открытие состоялось 31 октября 2003 года[15].